# Марвелус Накамба
Марвелус Накамба (англ. Marvelous Nakamba, нар. 19 січня 1994, Хванге) — зімбабвійський футболіст, півзахисник англійського «Лутон Тауна» та національної збірної Зімбабве.

## Клубна кар'єра
У дорослому футболі дебютував 2011 року виступами за команду «Банту Роверс» з другого дивізіону Зімбабве. 
Він покинув країну в липні 2012 року, і був на перегляді у французькому «Нансі». Офіційно приєднався до клубу 24 грудня 2012 року і був заявлений на резервну команду, що грала у четвертому французькому дивізіоні.
9 травня 2014 року Накамба зіграв свій перший матч за основну команду в домашній грі Ліги 2 проти «Анже» (2:1). Сім днів по тому він зіграв свій другий і останній матч за клуб, вийшовши на заміну в грі проти «Осера» (0:0).
Влітку 2014 року Накамба перейшов у нідерландський «Вітесс», підписавши контракт на чотири роки. Дебютував за клуб 27 вересня, вийшовши на заміну замість Келвіна Лердама в грі чемпіонату проти «Дордрехта» (6:2). Починаючи з сезону 2015/16 став основним гравцем клубу. Відіграв за команду з Арнема 69 матчів в національному чемпіонаті.
Влітку 2017 року перебрався до бельгійського «Брюгге», з яким також укоав чотирирічну угоду. У своєму дебютному сезоні Марвелус став чемпіоном Бельгії. У складі «Брюгге» провів наступні два роки своєї кар'єри гравця.
До складу клубу «Астон Вілла» приєднався 2019 року.

## Виступи за збірну
13 червня 2015 року дебютував в офіційних іграх у складі національної збірної Зімбабве в матчі кваліфікації до Кубка африканських націй 2017 з Малаві (2:1). 
У складі збірної був учасником Кубка африканських націй 2017 року у Габоні, на якому зіграв дві гри, а його збірна зайняла останнє місце і не вийшла з групи.
Наразі провів у формі головної команди країни 26 матчів.

## Титули і досягнення
- Володар Кубка Нідерландів (1):

«Вітессе»: 2016-17
- Чемпіон Бельгії (1):

«Брюгге»: 2017—2018